# Rendimento Social de Inserção
O Rendimento Social de Inserção (RSI) é uma prestação do Subsistema de Solidariedade de Portugal no âmbito do Sistema de Protecção Social de Cidadania, da Segurança Social Portuguesa.

## Aplicação
É um mecanismo de combate à pobreza, possibilitando a indivíduos e seus agregados familiares a obtenção de apoios adaptados à sua situação, facilitando a satisfação das suas necessidades básicas e visando a inserção laboral, social e comunitária.
O requerimento deve ser feito num posto da Segurança Social.

## Determinação do montante
O valor do RSI é determinado pela diferença entre um valor calculado em função da dimensão do agregado familiar e os rendimentos auferidos por esse agregado (com a particularidade que, para efeitos do cálculo do RSI, os rendimentos do trabalho só contam em 80%).
Exemplo:
Para uma família com dois adultos e cinco crianças, o valor base para a determinação do RSI será (em 2016) de 760,18 euros - 43,173% do indexante de apoios sociais (183,84 euros em 2017) mais 70% (126,69 euros) por cada adulto além do titular e mais 50% (90,5 euros) por cada menor. Se um elemento do agregado receber rendimentos do trabalho no valor de 530 euros e além disso a família tiver outros rendimentos no valor de 100 euros, essa família receberia 209,68 euros de RSI (760,18 - (100 + 80%x530)).